# No Brakes
No Brakes — музыкальный альбом Джона Уэйта, вышедший в 1984 году.

## Награды
«No Brakes» сертифицирован как золотой 4 сентября 1984 года.

## Список композиций
| №  | Название                | Музыка                                 | Длительность |
| -- | ----------------------- | -------------------------------------- | ------------ |
| 1. | «Saturday Night»        | Гэри Майрик, Джон Уэйт                 | 2:46         |
| 2. | «Missing You»           | Марк Леонард, Чаз Сэндфорд, Уэйт       | 4:32         |
| 3. | «Dark Side of the Sun»  | Жан Бовуар                             | 3:57         |
| 4. | «Restless Heart»        | Уэйт                                   | 4:27         |
| 5. | «Tears»                 | Винни Винсент, Адам Митчелл            | 3:59         |
| 6. | «Euroshima»             | Гэри Майрик, Джон Уэйт                 | 5:05         |
| 7. | «Dreamtime/Shake It Up» | Уэйт, Иван Крал                        | 5:10         |
| 8. | «For Your Love»         | Уэйт, Майрик, Донни Носсов, Кёрли Смит | 3:38         |
| 9. | «Love Collision»        | Уэйт, Майрик, Носсов, Смит             | 3:51         |

## Участники записи
- Джон Уэйт — ведущий вокал;
- Гэри Майрик — гитары;
- Брюс Броди — клавишные;
- Донни Носсов — бас-гитара, бэк-вокал;
- Кёрли Смит — барабаны;
- Стив Скейлз — перкуссия.